# Сцинава-Мала
Сцинава-Мала (пол. Ścinawa Mała, нім. Steinau in O.S.) — село в Польщі, у гміні Корфантув Ниського повіту Опольського воєводства.
Населення — 767 осіб (2011).

## Демографія
Демографічна структура станом на 31 березня 2011 року:
|          | Загалом | Допрацездатний вік | Працездатний вік | Постпрацездатний вік |
| -------- | ------- | ------------------ | ---------------- | -------------------- |
| Чоловіки | 370     | 64                 | 269              | 37                   |
| Жінки    | 397     | 86                 | 225              | 86                   |
| Разом    | 767     | 150                | 494              | 123                  |